# Стовпичне
Стовпи́чне (Стовпешно, Стовпечно) — колишнє село в Україні, Овруцькому районі Житомирської області. Населення становить 10 осіб.
Зняте з обліку 23 квітня 2008 року.
Селу було присвоєно код КОАТУУ 1824283711. Населення в 1981 році становило 90 осіб. Село знаходилося у 2-ій зоні радіаційного ураження після Чорнобильської катастрофи.